# 小留镇
小留镇，是中华人民共和国山東省菏泽市牡丹区下辖的一个乡镇级行政单位。

## 行政区划
小留镇下辖以下地区：
小留集村、鲁谢庄村、刘庄村、康庄村、杜胡同村、楚庄村、杨庄村、陆庄村、吴楼村、李公珍村、郭楼村、刘辛庄村、沟子吴村、潭上村、平庄村、洪堂村、前王楼村、新村、吴庄村、梨高庄村、吴油坊村、郜寺村、郝堂村、邢楼村、马沟村、赵庄村、马村、马常寨村、宋庄村、后王花园村、前王花园村、耿庄村、张庄村、王集村、后袁庄村、前袁庄村、郝庄村和郭吴朱村。